# Henrik Teslo Fjellheim
Henrik Teslo Fjellheim (født 1. januar 2001 i Brandbu) er en cykelrytter fra Norge, der kører for Sandvika Cykle Club.

## Karriere
I 2021 og 2022 vandt han Norgescupen i landevejscykling mens han kørte for Idrettsklubben Hero. Fra 2023-sæsonen skrev Fjellheim kontrakt med kontinentalholdet EF Education-Nippo Development Team, der er udviklingshold for World Tour-teamet EF Education-EasyPost. Samtidig flyttede den norske rytter til Girona hvor holdets europæiske base er.